# Understanding
Understanding ist ein Jazzalbum von Roy Brooks. Die Aufnahmen wurden am 1. November 1970 von der Left Bank Jazz Society im Famous Ballroom in Baltimore mitgeschnitten. Es erschien zunächst am 12. Juni 2021 als Drei-LP-Ausgabe, als Zwei-CD-Set und digital am 18. Juni 2021 auf dem Label Reel to Real.

## Hintergrund
Der Schlagzeuger Roy Brooks ist wahrscheinlich am bekanntesten für seine Arbeit mit dem Pianisten Horace Silver, schrieb Phil Freeman; er erscheint auf einem von Silvers berühmtesten Alben, Song for My Father (1963). Er spielte und nahm unter anderem mit Chet Baker und Yusef Lateef auf, arbeitete aber selten als Bandleader. Sein Album The Free Slave wurde im April 1970 bei der Left Bank Jazz Society in Baltimore, Maryland, aufgenommen und präsentierte Woody Shaw an der Trompete, George Coleman am Tenorsax, Hugh Lawson am Klavier und Cecil McBee am Bass. Aufgenommen wurde weniger als sechs Monate später, im November 1970, das Album Understanding mit fast derselben Band; der Pianist war nun Harold Mabern, Carlos Garnett ist hier am Saxophon. Harold Mabern am Klavier. Der Auftritt der Band wurde von der Left Bank Jazz Society mitgeschnitten; die Produktion des Archivfunds entstand in Zusammenarbeit mit McBee und Garnett und den Erben von Brooks, Mabern und Shaw.
Dieses Zwei-CD-Set stammt aus dem Archiv der Left Bank Jazz Society. Von Mitte der 1960er bis in die 1980er Jahre veranstaltete diese Organisation Sonntagskonzerte im Famous Ballroom in der Charles Street in Baltimore. Ein Autodidakt als Toningenieur, Vernon Welsh, hat Hunderte von Shows auf seinem Akai-Tapedeck aufgenommen. In den letzten Jahren wurden über ein Dutzend Veröffentlichungen auf mehreren Labels von diesen Bändern produziert.
Die aus drei-LPs bzw. Zwei-CDs bestehenden Ausgaben enthalten Liner Notes von dem Jazzhistoriker Mark Stryker, Interviews mit Cecil McBee, Carlos Garnett Reggie Workman und Erinnerungen von Brooks’ Schulkameraden Charles McPherson, des Journalisten, Pädagogen, Autors, Aktivisten und Freunds von Roy Brooks, Herb Boyd und des Schlagzeuger Louis Hayes. Die Mitschnitte sind die dritte Archiv-Veröffentlichung aus dem, Bestand der Organisation Left Bank, die von 1964 bis in die 1990er Jahre Live-Jazz-Shows in Baltimore veranstaltete.
Alle Einnahmen aus der Veröffentlichung kommen der gemeinnützigen Detroit Sound Conservancy zugute, einer gemeinnützige Organisation, die 2012 gegründet wurde und sich der Erhaltung, Bildung, Erhaltung und Aufbewahrung des musikalischen Erbes der Autostadt widmet.

## Titelliste

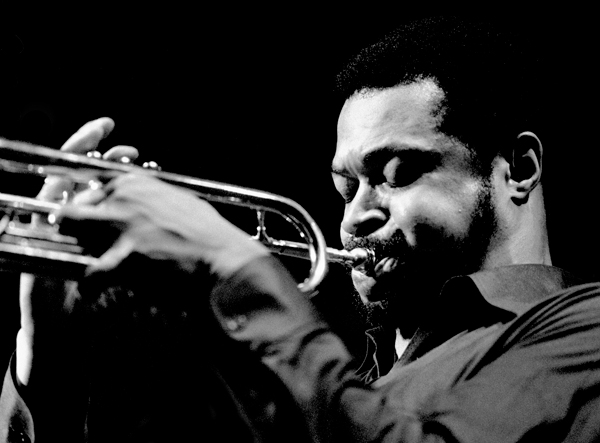
Woody Shaw, Keystone Korner, San Francisco 1979. Photo: Brian McMillen

- Roy Brooks Understanding (Reel to Real RTRCD007)[5]

CD1
1. Introduction 0:26
2. Prelude To Understanding (R. Brooks) 21:34
3. Understanding (R. Brooks) 20:11
4. Billie’s Bounce (Charlie Parker) 21:07

CD2
1. Zoltan (Woody Shaw) 23:18
2. Taurus Woman (Carlos Garnett) 32:26
3. The Theme (Miles Davis) 4:32

## Rezeption
Phil Freeman schrieb in Stereogum, „Prelude to Understanding“, der erste Track, beginne mit atmosphärischen perkussiven Soundeffekten, bevor die Band mit vollem Gebrüll einsetzt und eine Mischung aus Hard Bop und Free Jazz liefere. Woody Shaw sei nie so daran interessiert gewesen, „out“ zu spielen, aber sein langes Solo sei so explosiv, wie man ihn selten gehört habe, so der Autor, und Mabern, McBee und Brooks treiben den Rhythmus absolut voran. Gegen Ende des Stückes wird es wieder etwas seltsam, als der Schlagzeuger eine Musiksäge in die Hand nimmt.
Nach Ansicht von Thomas Conrad (JazzTimes) entfessle Brooks’ Band zwei Stunden lang rohe Leidenschaft. Brooks spiele rau, rücksichtslos und wild aufregend. Garnett habe die wenig beneidenswerte Aufgabe, Shaw zu folgen. Er entspreche zwar Shaws Energie, doch nicht seiner künstlerischen Individualität. Mabern spiele mit Blockakkorden und kraftvoll, aber in diesem wilden Ensemble sei er die Stimme der Vernunft. McBee agiere schnell; Brooks unerbittlich. Manchmal klinge er mit seinen explosiven Rollen wie Art Blakey.
Es gibt im Programm aktuelle Kompositionen, wie Brooks attraktiven, lyrischen Titelsong, Shaws faszinierendes „Zoltan“ und eine epische, übertriebene Version von Charlie Parkers „Billie’s Bounce“. Doch die Improvisationen lassen diese Ansatzpunkte weit hinter sich. Das ist Musik ihrer turbulenten Zeit. Es nimmt ein produktives historisches Intervall zwischen Hardbop und freien Spielformen des Jazz ein.

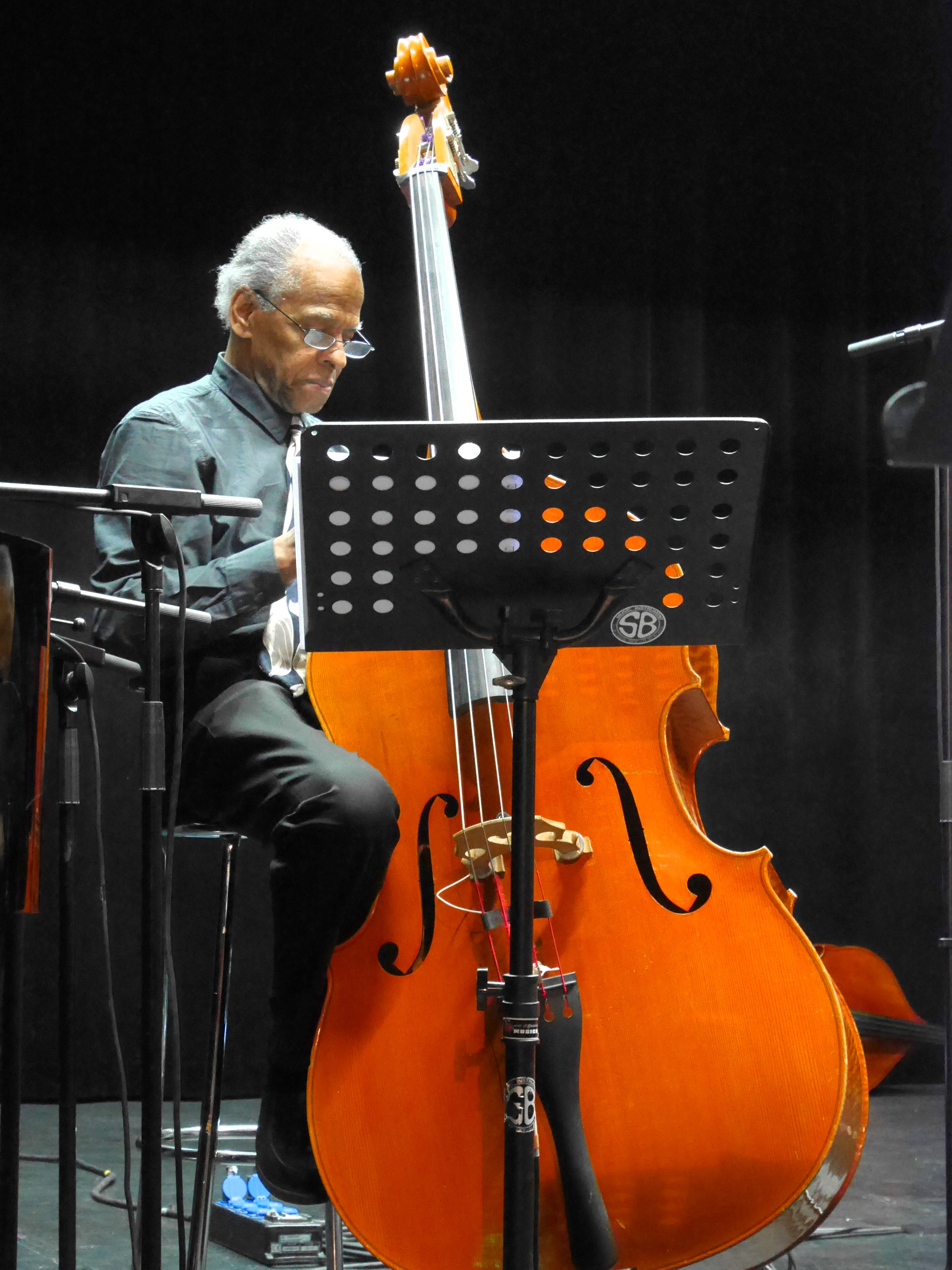
Cecil McBee, Nizza 2016

Nach Ansicht von Pierre Giroux, der das Album in All About Jazz rezensierte, war Brooks ein herausragender Hard-Bop-Schlagzeuger, der hier eine herausragende Band anführte. Zu Beginn der 1970er-Jahre hätte eine Bewegung in Richtung freierer Improvisation begonnen, um einen Weg zur Erweiterung in Harmonie, Struktur und Charakter der Musik zu bieten. Als Ergebnis wurde vom Hörer erwartet, dass er neue Standards für das Hören, Verstehen und Sezieren der Musik annehmen würde, so der Autor. Die fünf Kompositionen, die in dieser Aufnahme präsentiert werden, würden in diese Kategorie fallen, und obwohl sie willkürlich und unstrukturiert erscheinen mögen, hätten sie ein grundlegendes und strukturelles Konstrukt. Das Spiel ist intensiv und fordernd und der Rhythmus ist treibend, mit Brooks wildem Schlagzeug. Das Spiel der Band sei intensiv und fordernd, der Rhythmus treibend, mit Brooks wildem Schlagzeug.
In der italienischen Ausgabe von All About Jazz schrieb Angelo Leonardi, der Mitschnitt präsentiere ein großartiges Team, das einen mit der Energie seiner jungen Protagonisten überwältigen würde. Der Grund für die vorherrschende starke Spannung werde in den Worten von Cecil McBee gut ausgedrückt: „Während dieser Zeit waren wir aufgrund der sozialen Bewegungen für Bürgerrechte und der Opposition gegen den Krieg einer so intensiven Äußerung ausgesetzt. Die Musik versuchte, diese Begeisterung für [das Erreichen] soziale[r] Gerechtigkeit auszudrücken. Man konnte spielen, was man wollte, auch wenn es nicht perfekt war“.
Nach Ansicht von Richard Brody (The New Yorker) könne die Veröffentlichung von „Understanding“ im Jahr 2021 ausreichen, um ihn [nun] als einen der originellsten Jazz-Interpreten der Ära zu etablieren. Die Musiker würden die Grenzen des bekannten Post-Bop-Formats mit der heroischen Länge und Inbrunst ihrer Soli sprengen – alle angetrieben von den Inspiration von Brooks’ Schlagzeugspiel. Die Soli in den ausgedehnten Stücken hätten eine dramatische und athletische Spanne, die ihr entspreche; Die Tempi reichen von flott bis rockig. Auch der Ton der Musik habe eine wilde Expressivität, die sich von Beginn des Konzerts an zeige. Die Inbrunst und Energie von Brooks, der Band und den Solisten spiegeln John Coltranes Einfluss wider, aber der dominante Geist der Aufführung kommt von jemand anderem: Miles Davis, in Form eines neuen Zugangs zu musikalischem Raum und musikalischer Dichte. Obwohl Brooks’ Quintett – im Unterschied zu den Miles-Davis-Band der Zeit – streng akustisch sei, würden die turbulenten Rhythmen, die Brooks niederlegt, zusammen mit McBees scharf geätzten Pulsationen und Maberns harmonisch reichen Einwürfen in den Vordergrund treten, so Brody. „Sie verleihen Garnett und insbesondere Shaw die vielschichtige improvisierte Orchestrierung, um eine neue Art von Solo aufrechtzuerhalten – mit bahnbrechenden Blasts und feurigen Schnörkeln – die sowohl von Davis' neuem Solostil als auch seinem neuen Gruppenkonzept Anleihen nimmt.“